# 悉尼灣

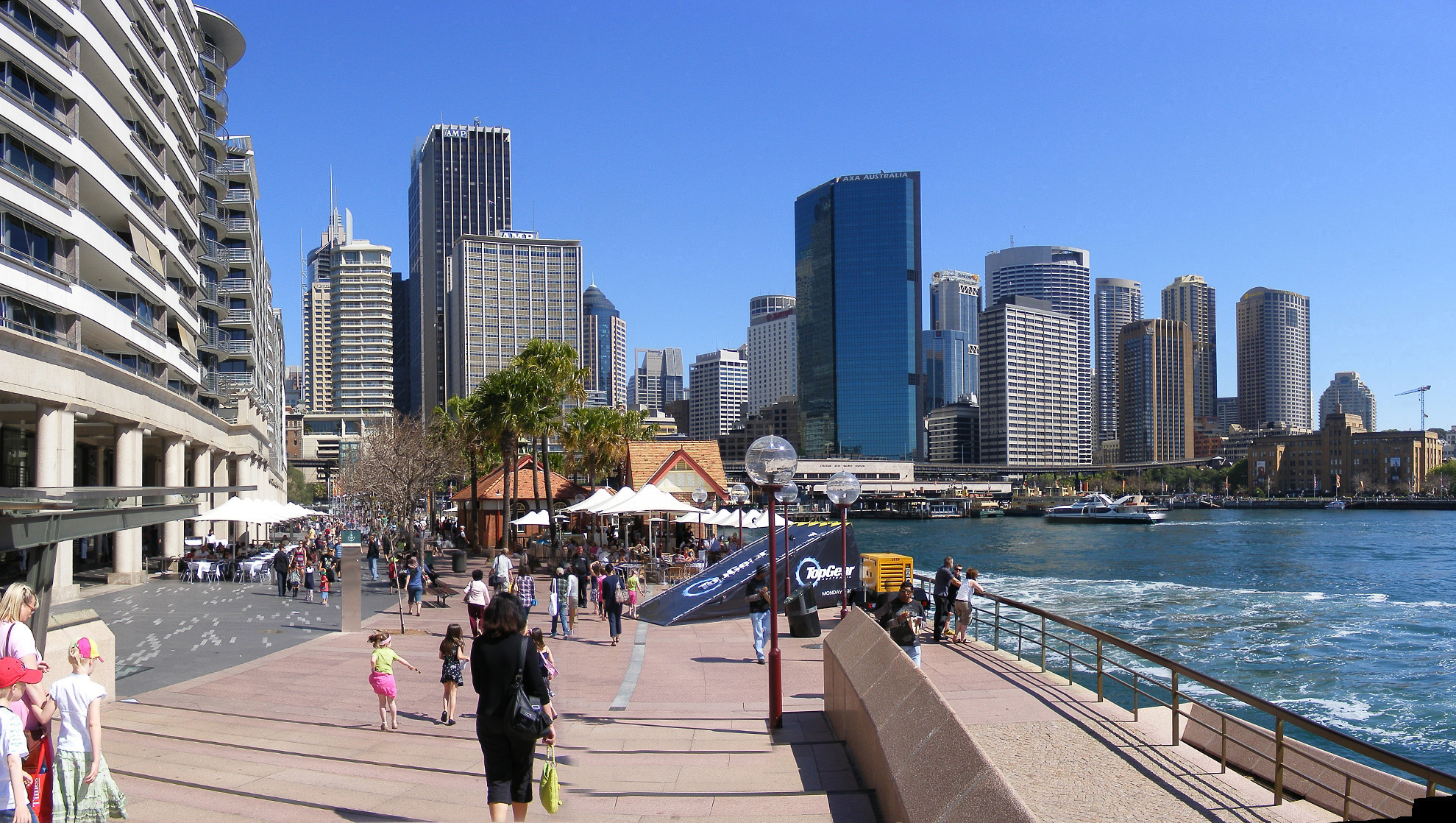
悉尼湾環形碼頭

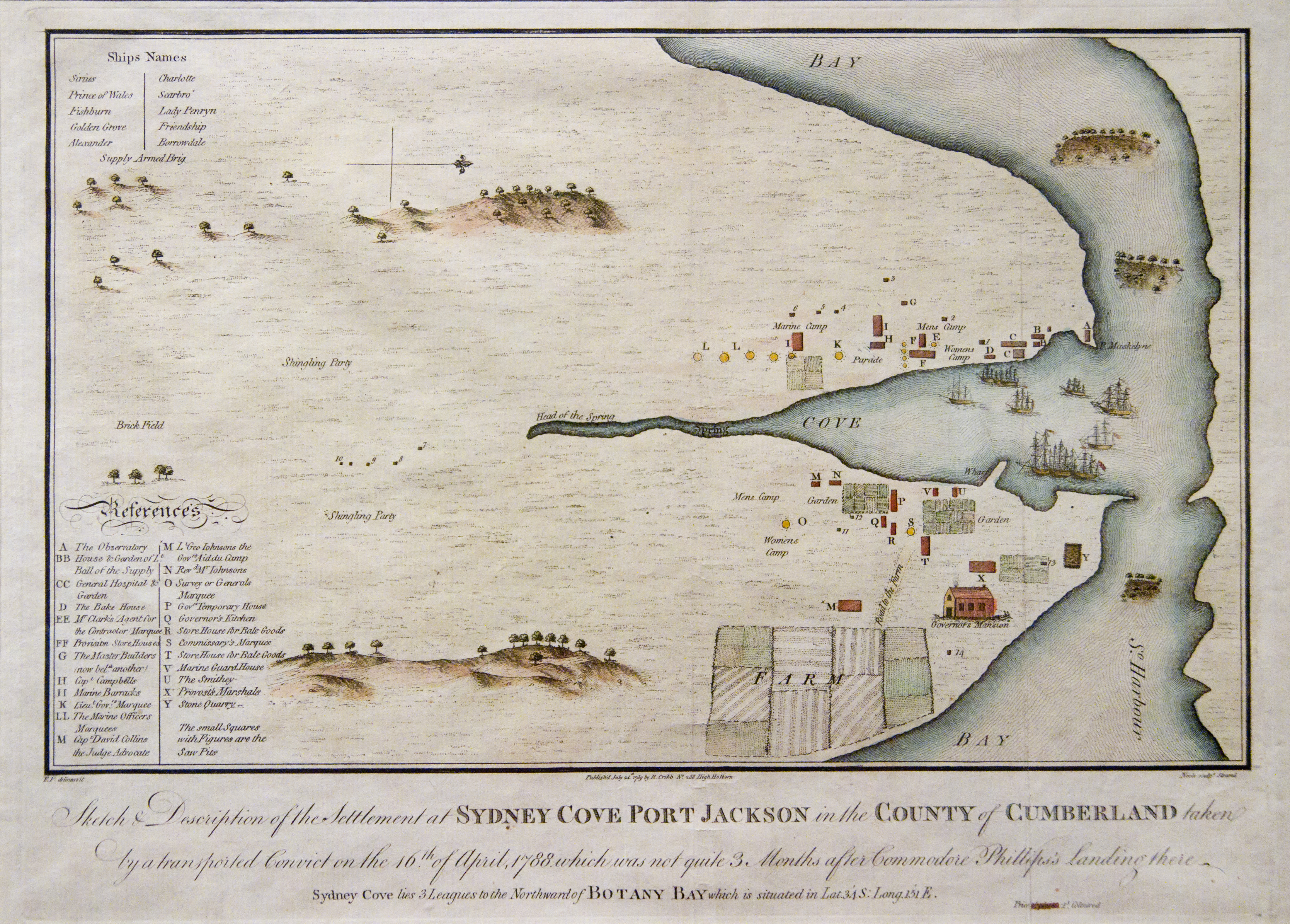
1788年繪製的地圖

悉尼湾（英語：Sydney Cove），是悉尼商業中心區北面的海湾，海湾西臨是悉尼港口大桥，东面接壤的是悉尼歌剧院，這兩個建築皆是悉尼的象征性建筑。1788年1月26日英国第一艘船队就是在此登陆悉尼並安营扎寨，因此1月26日也被定为澳大利亚的國慶日。船长和第一任總督亚瑟·菲利普将这里命名为悉尼湾，因为他们上司是英国内政大臣悉尼（SYDNEY），这也是悉尼市名字的由来。

## 伸延閱讀
- D. Manning Richards. Destiny in Sydney: An epic novel of convicts, Aborigines, and Chinese embroiled in the birth of Sydney, Australia. First book in Sydney series. Washington DC: Aries Books, 2012. ISBN 978-0-9845410-0-3

## 外部連結
33°51′31″S 151°12′42″E / 33.85861°S 151.21167°E